# Coquette de Letizia
Discosura letitiae
Espèce
Synonymes
Popelairia letitiae (Bourcier & Mulsant, 1852)
Statut de conservation UICN

 DD  : Données insuffisantes
Statut CITES
La Coquette de Letizia (Discosura letitiae) ou Coquette de Létitia, est une espèce d'oiseaux de la famille des Trochilidae.
Son nom est dédié à Laetitia del Gallo (née vers 1850), petite-fille de Charles Bonaparte.

## Distribution
La Coquette de Letizia est une minuscule espèce de colibri endémique de la cordillère de Talamancas au Costa Rica et au Panama. Elle fréquente les forêts tropicales humides et les forêts nuageuses, à des altitudes allant de 1 500 à 3 300 mètres.

## Description
La Coquette de Letizia est l'un des plus petits colibris au monde, avec une longueur totale d'environ 8 cm et un poids d'environ 2 grammes. Le mâle a un plumage bleu irisé sur le dos et la tête, avec une gorge et une poitrine vert émeraude. La femelle a un plumage vert olive sur le dos et la tête, avec une gorge et une poitrine blanche. Les deux sexes ont un long bec noir et une queue fourchue.

## Comportement
La Coquette de Letizia est un oiseau solitaire et territorial. Il se nourrit principalement de nectar de fleurs, qu'il prélève en vol à l'aide de son long bec fin. Il est également connu pour attraper de petits insectes.

## Reproduction
La saison de reproduction de la Coquette de Letizia s'étend de mars à mai. Le mâle construit un nid en forme de coupe avec de la mousse et des lichens, qu'il suspend à une branche d'arbre. La femelle y pond deux œufs blancs, qu'elle incube pendant environ 14 jours. Les poussins sont nidifuges et quittent le nid environ 10 jours après l'éclosion.

## Statut de conservation
La Coquette de Letizia est classée comme "quasi menacée" par l'Union internationale pour la conservation de la nature (UICN). Elle est menacée par la perte d'habitat due à la déforestation et au changement climatique.

## Référence
- (en) CITES : Discosura letitiae (Bourcier & Mulsant, 1852)  (+ répartition sur Species+) (consulté le 1er juillet 2015)
- (fr) CITES : taxon  Discosura letitiae (sur le site du ministère français de l'Écologie) (consulté le 1er juillet 2015)
- (en) UICN : espèce Discosura letitiae (Bourcier & Mulsant, 1852) (consulté le 1er juillet 2015)
- (en) « Neotropical Birds Online », Cornell Lab of Ornithology, 23 juin 2011